# Clarksville (Arkansas)
Pour les articles homonymes, voir Clarksville.
La ville de Clarksville est le siège du comté de Johnson, dans l'Arkansas, aux États-Unis.

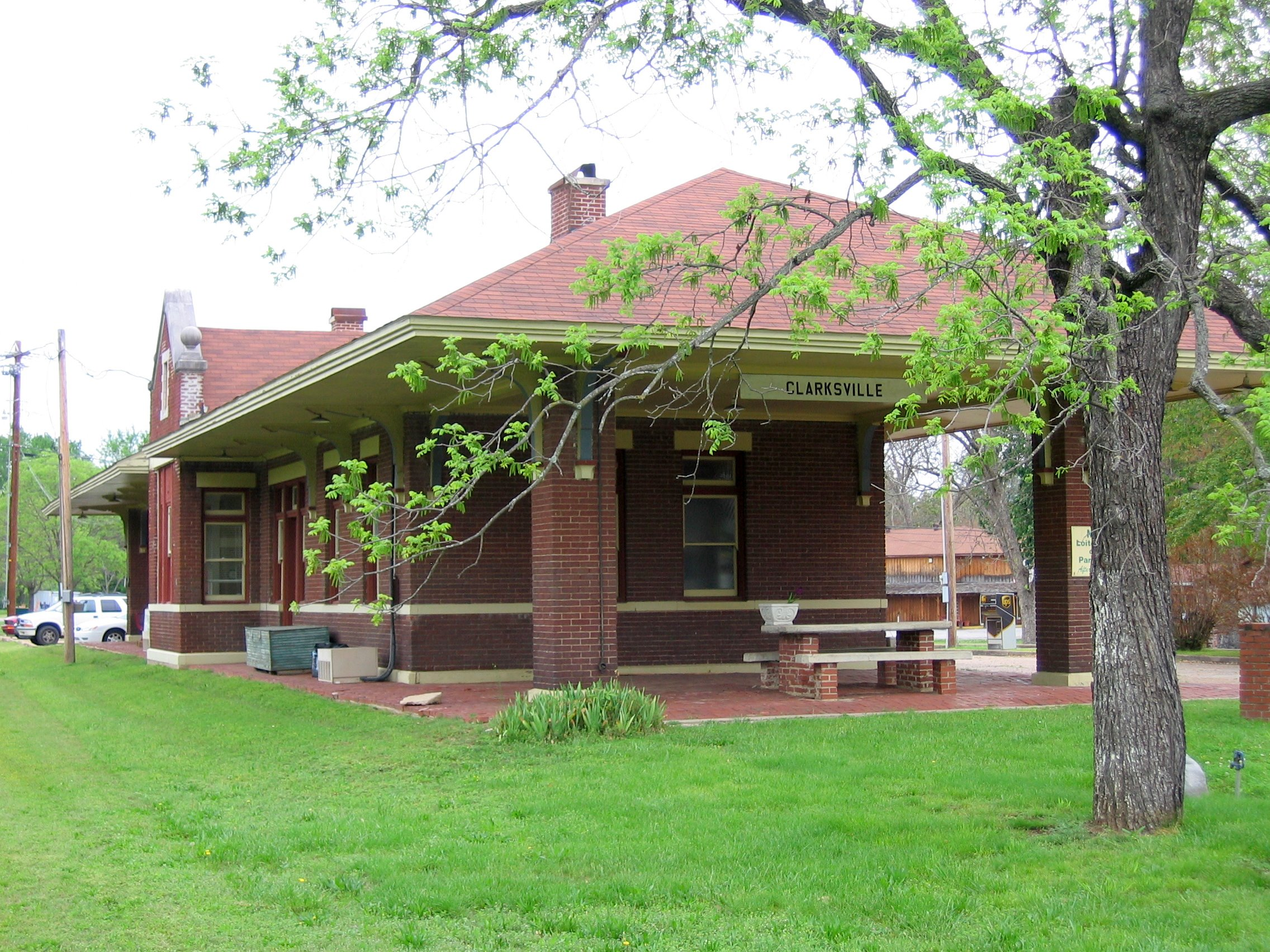
Ancienne gare de Clarksville

## Démographie
| 1850 | 1860 | 1870 | 1880 | 1890 | 1900  |
| ---- | ---- | ---- | ---- | ---- | ----- |
| 398  | 316  | 466  | 656  | 937  | 1 086 |

| 1910  | 1920  | 1930  | 1940  | 1950  | 1960  |
| ----- | ----- | ----- | ----- | ----- | ----- |
| 1 456 | 2 127 | 3 031 | 3 118 | 4 343 | 3 919 |

| 1970  | 1980  | 1990  | 2000  | 2010  | - |
| ----- | ----- | ----- | ----- | ----- | - |
| 4 616 | 5 237 | 5 833 | 7 719 | 9 178 | - |

## Source
- (en) Cet article est partiellement ou en totalité issu de l’article de Wikipédia en anglais intitulé « Clarksville, Arkansas » (voir la liste des auteurs).